# G299.2-2.9

Наднова G299.2-2.9.

G299.2-2.9 - наднова типу Ia. Виявлена в космічній рентгенівській обсерваторії "Чандра". 
Наднова G299, на думку вчених, виникла внаслідок термоядерного вибуху білого карлика, що мав зірку - супутника. 
G299 - «нетипова» наднова, бо її вибух несиметричний. Аналіз світлин G299 показує яскраво виражену асиметрію: у верхній області переважає кремній і залізо, що легко визначити візуально - в ній присутнє більше  зеленого кольору, в порівнянні з нижньою областю, де переважає блакитний (викликаний присутністю сірки). 